# Trinidad (Bolívia)
Trinidad é uma cidade da Bolívia, capital do departamento do Beni.

## História
Fundada como, pelo jesuíta Cipriano Barace, como a Redução de La Santísima Trinidad, em 1686, no Rio Mamoré na Amazônia boliviana. Devido às constantes inundações, a sede foi mudada em 1769 para 14 km de onde se encontra hoje  .

## Geografia
Trinidad está localizada a aproximadamente 500 km da cidade de Santa Cruz de la Sierra e 130 metros acima do nível do mar. Se pode chegar a cidade por via aérea, terrestre ou fluvial. A 13 km de onde está a cidade se encontra o antigo porto de Barador. 

## Clima
Tem um clima quente e tropical úmido com períodos de chuva no verão. 

## População
Trinidad conta com 94.469 habitantes (estimativa oficial - 2008).